# Staley (Carolina do Norte)
Staley é uma cidade  localizada no estado norte-americano de Carolina do Norte, no Condado de Randolph.

## Demografia
Segundo o censo norte-americano de 2010, a sua população era de 393 habitantes.
Em 2006, foi estimada uma população de 367, um aumento de 20 (5.8%).

## Geografia
De acordo com o United States Census Bureau tem uma área de
3,1 km², dos quais 3,1 km² cobertos por terra e 0,0 km² cobertos por água.

## Localidades na vizinhança
O diagrama seguinte representa as localidades num raio de 24 km ao redor de Staley.